# Sajga (Rosja)
Sajga (ros. Сайга) – osiedle w Rosji, w obwodzie tomskim, w rejonie wierchniekieckim. W 2010 liczyło 991 mieszkańców.